# ويليام كانون (عسكري)
ويليام كانون (بالإنجليزية: William Cannon) هو عسكري أمريكي، ولد في 1755، وتوفي في 1854 في إقليم أوريغون ‏ في الولايات المتحدة.